# フォーサイス研究所

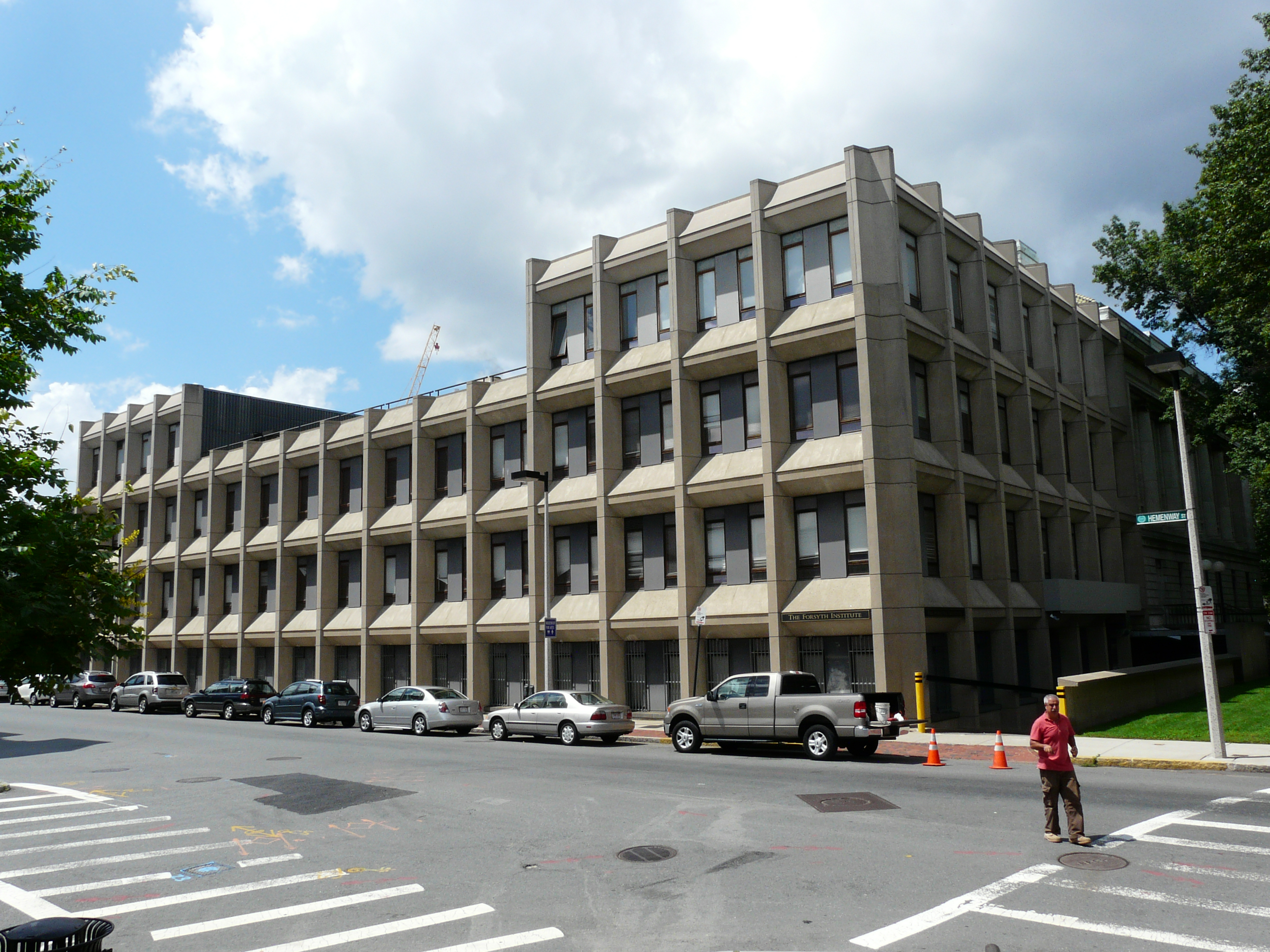
研究所の当初の所在地はフェンウェイ 140 番地

フォーサイス研究所（フォーサイスけんきゅうじょ、The Forsyth Institute）は、マサチューセッツ州ケンブリッジにある、世界をリードする歯科および頭蓋顔面に関する研究センター。
同研究所はハーバード大学歯学部と提携し、世界中の他の多くの機関と協力。研究所は歯科治療の提供を続けており、マサチューセッツ州で一時的ながらフォーサイスキッズクリニックを運営している。

## 歴史

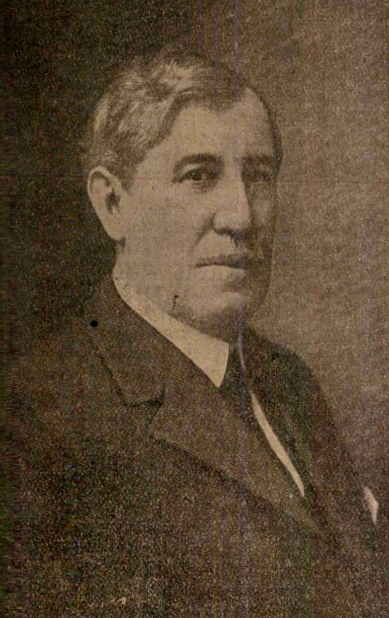
トーマス・アレクサンダー・フォーサイス

1908 年、ボストンの貧しい子供たちにサービスを提供するという遺言で 50 万ドルを残したジェームス・ フォーサイスによる歯科医院のアイデアから誕生した。 しかし、ジェームスは研究所を設立する前に亡くなり、子息である2人の兄弟、トーマス・アレクサンダー・フォーサイス博士とジョン・フォーサイス博士が歯科医院設立の任務を引き継いだ。  
この研究所はかつてボストンの小児歯科治療のための診療所であった。この小児歯科診療所は、トーマス・アレクサンダー・フォーサイス博士とジョン ・ハミルトン・フォーサイス博士によって、兄弟であるジョージ・ヘンリー フォーサイスとジェームス・ベネット・フォーサイスを偲んで 1914 年に設立された。
この施設は、ボストンのフェンウェイ - ケンモア地区、フェンウェイ 140 (フェンウェイ ストリート) にある美術館の隣に1世紀以上にわたって存在した。館は、2010 年にフォーサイスがケンブリッジに移転する前に、研究所のフェンウェイの所有地を取得。ケンブリッジの新しいフォーサイス本部は、建築事務所ARC/Architectural Resources Cambridge, Inc.によって設計がなされる。
2016 年、フォーサイス起業家科学センターがファースト ストリート 245 番地にある本部に開設。共有スペースのスタートアップ ビジネス インキュベーターは当初、共有スペースはフォーサイスの 70,000 平方フィート (6,500m2 ) の本社スペース内の約 5,000 平方フィート (460 m 2 )を占める計画がたてられていた。
2023年10月、同研究所は米国歯科医師会の研究部門と合併してADAフォーサイス研究所を設立し、現在の本部とCEOはそのまま残すと発表した。